# Proneomenia sluiteri
Proneomenia sluiteri is een Solenogastressoort uit de familie van de Proneomeniidae. De wetenschappelijke naam van de soort is voor het eerst geldig gepubliceerd in 1880 door Hubrecht.